# Пурсаитидис, Саввас
Саввас Пурсаитидис (греч. Σάββας Πουρσαϊτίδης; род. 23 июня 1976, Драма) — натурализованный кипрский футболист и футбольный тренер греческого происхождения; тренер. Бывший игрок сборной Кипра.

## Биография

### Игровая карьера

#### Карьера в Греции
Профессиональную карьеру начал в 1994 году в клубе «Докса» (Драма). В своём дебютном сезоне провёл 23 матча и забил 2 гола в высшей лиге Греции, а после вылета «Доксы» из высшей лиги отыграл ещё два сезона во втором дивизионе. В 1997 году вернулся в высшую лигу, подписав контракт с клубом «Верия», а уже в 1998 году перешёл в «Олимпиакос» Пирей. За два сезона в «Олимпиакосе» Пурсаитидис так и не стал твёрдым игроком основы, однако в составе команды был дважды чемпионом и обладателем Кубка Греции. В сезоне 2000/01 он выступал за клуб «Ксанти», сезон 2001/02 пропустил.

#### Карьера на Кипре
Летом 2002 года игрок переехал на Кипр, где отыграл один сезон за клуб высшей лиги «Дигенис Морфу», а затем ещё сезон в клубе «Этникос». В 2004 году он подписал контракт с «Анортосисом» и в первый же сезон в новом клубе стал чемпионом Кипра. Затем он повторил достижение в сезоне 2007/08, а также в составе «Анортосиса» был обладателем Кубка Кипра. В 2008 году игрок подписал контракт с АПОЭЛ, с которым также стал двукратным чемпионом Кипра. Помимо этого, в составе АПОЭЛ Пурсаитидис дважды принял участие в групповой стадии Лиги чемпионов УЕФА, в том числе он был основным игроком команды в сезоне 2011/12, когда АПОЭЛ, заняв первое место в своей группе, дошёл до 1/4 финала турнира и уступил мадридскому «Реалу» с общим счётом 2:8.
После окончания сезона 2011/12 Пурсаитидис завершил игровую карьеру, но остался работать в системе АПОЭЛ в качестве скаута. Летом следующего года контракт продлён не был.

#### Сборная Кипра
После 7 лет жизни на Кипре Пурсаитидис стал натурализованном гражданином страны и получил право выступать за сборную Кипра. Свой первый вызов в национальную сборную получил в начале 2010 года и дебютировал за команду 3 марта в товарищеской встрече со сборной Исландии, в которой вышел на замену после перерыва вместо Хрисиса Михаила. Осенью того же года и в течение 2011 принимал участие в отборочных матчах чемпионата Европы 2012, а всего в составе сборной Кипра провёл 12 матчей.

### Тренерская карьера
В качестве главного тренера дебютировал в команде высшей лиги «Анагенниси Деринья», которую возглавлял с 23 октября 2016 года. Несмотря на неудовлетворительные результаты команды в первой части сезона (0 побед и 5 ничьих в 12 матчах), в январе 2017 года Пурсаитидис возглавил клуб «Докса» Катокопиас, но уже в апреле того же года покинул пост. 18 октября 2017 года был назначен главным тренером «Неа Саламины».

## Достижения
«Олимпиакос» Пирей
- Чемпион Греции (2): 1998/99, 1999/2000
- Обладатель Кубка Греции: 1998/99

«Анортосис»
- Чемпион Кипра (2): 2004/05, 2007/08
- Обладатель Кубка Кипра: 2006/07

АПОЭЛ
- Чемпион Кипра (2): 2008/09, 2010/11